# 武姆錫茨科格爾山

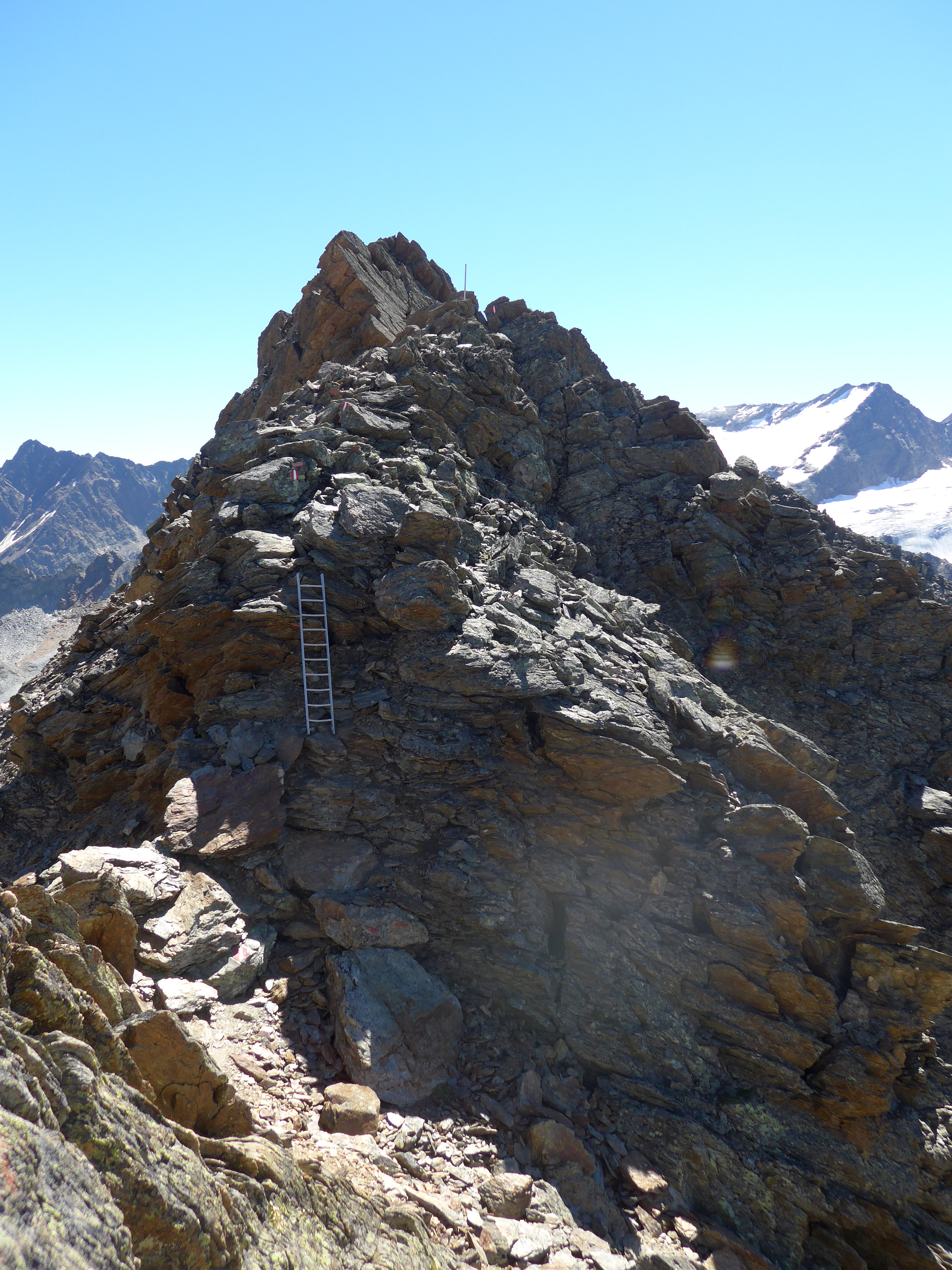

46°57′22″N 10°54′34″E / 46.9561796°N 10.909365°E
武姆錫茨科格爾山（德語：Wurmsitzkogel），是奧地利的山峰，位於該國西部，由蒂羅爾州負責管轄，屬於奧茨塔爾阿爾卑斯山脈的一部分，海拔高度3,079米，人類在1895年首次登頂。